# Young Miko
María Victoria Ramírez de Arellano Cardona (Añasco, 8 de novembro de 1997), conhecida artisticamente como Young Miko, é uma cantora, compositora e ex-futebolista porto-riquenha. Em abril de 2024, ela lançou seu primeiro álbum de estúdio, att., com colaborações de Feid, Jowell & Randy, Villano Antillano, Elena Rose e Dei V. Morelia.

## Primeiros anos
Ramírez nasceu em 8 de novembro de 1997 em Añasco, Porto Rico. Com o apoio de seus pais, estudou artes visuais na Universidade Interamericana de Porto Rico, onde aprendeu a tatuar. Após praticar consigo mesma, se converteu numa tatuadora profissional para pagar seu primeiro microfone.

## Carreira musical
Em 2018, ela começou a fazer rap com batidas que baixou do YouTube. Em 2019, Ramírez começou a lançar música através de SoundCloud sob o nome de Young Miko. Sua primeira canção lançada através da plataforma chamava-se Quiero. E sua primeira colaboração em SoundCloud foi com Bonaroti, um amigo de confiança. Em 15 de julho de 2021, lançou seu primeiro single oficial em colaboração com o DJ e produtor porto-riquenho Caleb Calloway, titulado 105 Freestyle. Em 6 de agosto de 2021, lançou uma colaboração com a rapper porto-riquenha Villano Antillano, titulada Vendetta. Em 17 de setembro de 2021, lançou uma colaboração com o cantor porto-riquenho Leebrian, titulada Katana. Em 9 de dezembro de 2021, lançou seu primeiro single oficial em solo, titulado Porto Rican Mami.
Em 15 de abril de 2022, Ramírez lançou Standard como o primeiro single de seu álbum de estúdio. Em 8 de julho de 2022, lançou Riri como o segundo single do álbum. Em 22 de julho de 2022, lançou seu álbum de estudo debute, titulado Trap Kitty. No final do mês, o cantor porto-riquenho Bad Bunny convidou-a a um de seus shows no Coliseo de Porto Rico, onde interpretou Porto Rican Mami e Riri.
Ramírez lançou Lisa em 3 de março de 2023. A canção atingiu a posição número 58 em Espanha. Em 31 de março de 2023, o cantor colombiano Feid lançou Classy 101 com a participação de Ramírez. A canção voltou-se um sucesso comercial, atingindo o top 10 em Argentina, Bolívia, Colômbia, Chile e Espanha e atingindo a posição número 99 na lista estadunidense Billboard Hot 100. Em 6 de abril de 2023, colaborou com a cantora argentina Cazzu em Brinca, atingindo a posição número 66 em Argentina. Em 22 de abril de 2023, anunciou sua primeira gira mundial, Trap Kitty World Tour, em apoio a seu álbum de estudo debute. Em 17 de maio de 2023, colaborou com a cantora argentina Nicki Nicole em 8 AM, atingindo a posição número 26 em Argentina. Em 22 de junho de 2023, apareceu junto com a rapper dominicana Tokischa numa remix de Chulo da cantora espanhola Bad Gyal, titulada Chulo pt. 2. A canção atingiu a posição número 64 em Argentina. Em 10 de janeiro de 2024, lançou junto com o DJ e produtor argentino Bizarrap Young Miko: Bzrp Music Sessions, Vol. 58.

## Vida pessoal
Ramírez é abertamente lésbica. Numa entrevista, falou sobre sua experiência ao contar a seus pais sobre sua sexualidade:
| “ | Foi um papelão. Minha família é bem religiosa mas após todo isso deram um giro de 180°, me adoram e me apoiam. Meu irmão menor é gay, meu papai vê RuPaul's Drag Race. | ” |

## Discografia

### Álbuns de estúdio
| Título     | Detalhes |
| ---------- | --- |
| TRAP KITTY | - Lançamento: 22 de julho de 2022 - Gravadora: The Wave Music Group - Formatos: Descarga digital e streaming |
| att.       | - Lançamento: 5 de abril de 2024 - Gravadora: The Wave Music Group - Formatos: Descarga digital e streaming  |

### Singles

#### Como artista principal
| Título                                                                                       | Año  | Melhores posições na parada | Melhores posições na parada | Melhores posições na parada | Melhores posições na parada | Melhores posições na parada | Melhores posições na parada | Melhores posições na parada |
| Título                                                                                       | Año  | ARG                         | BOL                         | COL                         | CHI                         | ESP                         | USA                         | USA Latin                   |
| -------------------------------------------------------------------------------------------- | ---- | --------------------------- | --------------------------- | --------------------------- | --------------------------- | --------------------------- | --------------------------- | --------------------------- |
| «105 Freestyle» (Young Miko e Caleb Callowey)                                                | 2021 | —                           | —                           | —                           | —                           | —                           | —                           | —                           |
| «Vendetta» (Young Miko e Villano Antillano)                                                  | 2021 | —                           | —                           | —                           | —                           | —                           | —                           | —                           |
| «Katana» (Young Miko e Leebrian)                                                             | 2021 | —                           | —                           | —                           | —                           | —                           | —                           | —                           |
| «Puerto Rican Mami»                                                                          | 2021 | —                           | —                           | —                           | —                           | —                           | —                           | —                           |
| «Stripper X» (Lil Joujou e Young Miko)                                                       | 2022 | —                           | —                           | —                           | —                           | —                           | —                           | —                           |
| «Standard»                                                                                   | 2022 | —                           | —                           | —                           | —                           | —                           | —                           | —                           |
| «2seater» (Young Martino, Young Miko e Juanka)                                               | 2022 | —                           | —                           | —                           | —                           | —                           | —                           | —                           |
| «Un poquito» (Alejo e Young Miko)                                                            | 2022 | —                           | —                           | —                           | —                           | —                           | —                           | —                           |
| «Castigada» (Catalyna, Young Miko e Cory)                                                    | 2022 | —                           | —                           | —                           | —                           | —                           | —                           | —                           |
| «Riri»                                                                                       | 2022 | —                           | —                           | —                           | —                           | —                           | —                           | —                           |
| «Besties (Remix)» (Joyce Santana, Young Miko e Villano Antillano con YovngChimi e Luar la L) | 2022 | —                           | —                           | —                           | —                           | —                           | —                           | —                           |
| «Condado» (Chris Jedi, Young Miko e Lunay)                                                   | 2022 | —                           | —                           | —                           | —                           | —                           | —                           | —                           |
| «La mini» (Casper Mágico e Young Miko)                                                       | 2022 | —                           | —                           | —                           | —                           | —                           | —                           | —                           |
| «Salvaje» (Lyanno e Young Miko)                                                              | 2022 | —                           | —                           | —                           | —                           | —                           | —                           | —                           |
| «Aprovéchame, BB» (VF7 e Young Miko)                                                         | 2022 | —                           | —                           | —                           | —                           | —                           | —                           | —                           |
| «Kachipun» (Metalingüística, Young Miko e Akapellah)                                         | 2022 | —                           | —                           | —                           | —                           | —                           | —                           | —                           |
| «De pasajero» (Club 16, Jota Rosa e Young Miko com Kris Floyd e Chanell)                     | 2022 | —                           | —                           | —                           | —                           | —                           | —                           | —                           |
| «Amandita» (Omar Courtz e Young Miko)                                                        | 2023 | —                           | —                           | —                           | —                           | —                           | —                           | —                           |
| «Déjanos pasar» (PJ Sin Suela e Young Miko)                                                  | 2023 | —                           | —                           | —                           | —                           | —                           | —                           | —                           |
| «Big Booty» (Hozwal, Young Miko e Lil Geniuz)                                                | 2023 | —                           | —                           | —                           | —                           | —                           | —                           | —                           |
| «6B» (Los G4, Young Miko e Jovaan com Go Get Music)                                          | 2023 | —                           | —                           | —                           | —                           | —                           | —                           | —                           |
| «Pretty Bad Bitch» (Brray e Young Miko)                                                      | 2023 | —                           | —                           | —                           | —                           | —                           | —                           | —                           |
| «Lisa»                                                                                       | 2023 | —                           | —                           | —                           | —                           | 58                          | —                           | —                           |
| «Cuando te toca» (Yandel e Young Miko)                                                       | 2023 | —                           | —                           | —                           | —                           | —                           | —                           | —                           |
| «Classy 101» (Feid e Young Miko)                                                             | 2023 | 9                           | 6                           | 2                           | 2                           | 6                           | 99                          | 15                          |
| «Dirty»                                                                                      | 2023 | —                           | —                           | —                           | —                           | —                           | —                           | —                           |
| «Brinca» (Cazzu e Young Miko)                                                                | 2023 | 66                          | —                           | —                           | —                           | —                           | —                           | —                           |
| «8 AM» (Nicki Nicole e Young Miko)                                                           | 2023 | 26                          | —                           | —                           | —                           | —                           | —                           | —                           |
| «ID» (Young Miko e Jowell & Randy)                                                           | 2023 | —                           | —                           | —                           | —                           | —                           | —                           | —                           |
| «Chulo, pt. 2» (Bad Gyal, Tokischa e Young Miko)                                             | 2023 | 18                          | —                           | —                           | 7                           | —                           | —                           | 33                          |
| «Wiggy»                                                                                      | 2023 | 35                          | —                           | —                           | —                           | 66                          | —                           | —                           |
| «Tempo» (Marshmello e Young Miko)                                                            | 2023 | —                           | —                           | —                           | —                           | —                           | —                           | —                           |

### Outras canções posicionadas
| Título                       | Ano  | Melhor pos. | Álbum                               |
| Título                       | Ano  | ESP         | Álbum                               |
| ---------------------------- | ---- | ----------- | ----------------------------------- |
| Dispo (Karol G e Young Miko) | 2023 | 70          | Mañana será bonito (Bichota Season) |

### Outros aparecimentos em álbuns
| Título                                                 | Ano  | Álbum                               |
| ------------------------------------------------------ | ---- | ----------------------------------- |
| «Kilimanjaro» (Arcángel e Young Miko)                  | 2022 | Sr. Santos                          |
| «Mañana» (Tainy, Young Miko e The Marías)              | 2023 | Data                                |
| «FINA» (Bad Bunny e Young Miko)                        | 2023 | Nadie sabe lo que va a pasar mañana |
| «Bzrp Music Sessions, Vol. 58» (Bizarrap e Young Miko) | 2024 | -                                   |

## Prêmios e nominações
| Premios                    | Ano  | Nomeação para                       | Categoria                      | Resultado |
| -------------------------- | ---- | ----------------------------------- | ------------------------------ | --------- |
| Premios Lo Nuestro         | 2023 | Ela mesma                           | Artista revelação feminina     | Indicado  |
| Premios Tu Música Urbano   | 2023 | Ela mesma                           | Top rising star – feminino     | Venceu    |
| Premios Tu Música Urbano   | 2023 | Ela mesma                           | Top artista trap               | Indicado  |
| Premios Tu Música Urbano   | 2023 | Lisa                                | Top canção trap                | Indicado  |
| Premios Tu Música Urbano   | 2023 | Big Booty (con Hozwal y Lil Geniuz) | Top canção trap                | Indicado  |
| Premios Tu Música Urbano   | 2023 | Riri                                | Video do ano                   | Indicado  |
| Premios Juventud           | 2023 | Riri                                | Melhor canção trap             | Indicado  |
| Premios Juventud           | 2023 | Brinca (con Cazzu)                  | Girl Power                     | Indicado  |
| Premios Juventud           | 2023 | TRAP KITTY                          | Melhor álbum urbano – femenino | Indicado  |
| Premios Juventud           | 2023 | Ela mesma                           | A nova generação – femenina    | Indicado  |
| Prêmios MTV MIAW           | 2023 | Ela mesma                           | Artista em destaque            | Indicado  |
| Prêmios MTV MIAW           | 2023 | Ela mesma                           | Artista + flow                 | Indicado  |
| Prêmios MTV MIAW           | 2023 | Classy 101 (con Feid)               | Perreo supremo                 | Indicado  |
| Kids' Choice Awards México | 2023 | Classy 101 (con Feid)               | Collab fav                     | Indicado  |
| Kids' Choice Awards México | 2023 | Ela mesma                           | Cantor ou grupo revelação      | Indicado  |

## Ligações externos
- Young Miko no Instagram
- Young Miko no X
- Canal de Young Miko no YouTube